# Hydractinia gorgonoides
Hydractinia gorgonoides is een hydroïdpoliep uit de familie Hydractiniidae. De poliep komt uit het geslacht Hydractinia. Hydractinia gorgonoides werd in 1906 voor het eerst wetenschappelijk beschreven door Nutting. 